# Карабашское сельское поселение (Чувашия)
Карабашское се́льское поселе́ние — упразднённое муниципальное образование в Мариинско-Посадском районе Чувашии Российской Федерации.
Административным центром являлась — деревня Карабаши.

## История
Образовано Законом Чувашской Республики от 24 ноября 2004 года. Упразднено законом от 29 марта 2022 года в рамках преобразования муниципального района со всеми входившими в его состав поселениями путём их объединения в муниципальный округ. В рамках администрации муниципального округа с 1 января 2023 года функционирует Карабашский территориальный отдел.

## Население
| 2010 | 2012 | 2013 | 2014 | 2015 | 2016 | 2017 |
| ---- | ---- | ---- | ---- | ---- | ---- | ---- |
| 946  | ↘944 | ↘932 | ↘909 | ↗910 | ↗912 | ↗913 |
| 2018 | 2019 | 2020 | 2021 |      |      |      |
| ↘901 | ↘885 | ↘862 | ↘857 |      |      |      |

## Состав сельского поселения
| № | Населённый пункт | Тип населённого пункта          | Население |
| - | ---------------- | ------------------------------- | --------- |
| 1 | Вурман-Пилемчи   | деревня                         | ↗148      |
| 2 | Дивлетгильдино   | деревня                         | ↘52       |
| 3 | Карабаши         | деревня, административный центр | ↗503      |
| 4 | Покровское       | село                            | ↘253      |